# Войское сельское поселение
Войское сельское поселение — упразднённое муниципальное образование в составе Пижанского района Кировской области России.
Центр — село Воя.

## История
Войское сельское поселение образовано 1 января 2006 года согласно Закону Кировской области от 07.12.2004 № 284-ЗО.
Законом Кировской области от 30 апреля 2009 года № 369-ЗО в состав поселения вошли все населённые пункты упразднённого Казаковского сельского поселения.
К 2021 году упразднено в связи с преобразованием муниципального района в муниципальный округ.

## Население
| 2010 | 2012  | 2013  | 2014  | 2015  | 2016 | 2017 | 2018 | 2019 |
| ---- | ----- | ----- | ----- | ----- | ---- | ---- | ---- | ---- |
| 1235 | ↘1158 | ↘1120 | ↘1064 | ↘1033 | ↘991 | ↘960 | ↘906 | ↘856 |
| 2020 | 2021  |       |       |       |      |      |      |      |
| ↘830 | ↘724  |       |       |       |      |      |      |      |

## Состав сельского поселения
В состав сельского поселения входит 21 населённый пункт:
| №  | Населённый пункт | Тип населённого пункта       | Население |
| -- | ---------------- | ---------------------------- | --------- |
| 1  | Бахтенки         | деревня                      | 11        |
| 2  | Верхнее Помасело | деревня                      | 13        |
| 3  | Воя              | село, административный центр | 443       |
| 4  | Голубево         | деревня                      | 0         |
| 5  | Забурдаи         | деревня                      | 0         |
| 6  | Казаково         | село                         | 279       |
| 7  | Килеево          | деревня                      | 0         |
| 8  | Косарята         | деревня                      | 0         |
| 9  | Малахово         | деревня                      | 8         |
| 10 | Малый Чектакнур  | деревня                      | 3         |
| 11 | Медведево        | деревня                      | 0         |
| 12 | Меркуши          | деревня                      | 2         |
| 13 | Пайгишево        | деревня                      | 220       |
| 14 | Полянск          | деревня                      | 3         |
| 15 | Сотниково        | деревня                      | 92        |
| 16 | Урбеж            | деревня                      | 15        |
| 17 | Чесноки          | деревня                      | 0         |
| 18 | Чикляново        | деревня                      | 2         |
| 19 | Шигичата         | деревня                      | 4         |
| 20 | Щеглята          | деревня                      | 123       |
| 21 | Щеглята          | деревня                      | 17        |